# Teoria supersimétrica N = 4 de Yang-Mills
Teoria supersimétrica N = 4 de Yang-Mills (SYM) é um modelo matemático e físico criado para estudar partículas através de um sistema simples, semelhante à teoria das cordas, com simetria conforme. Trata-se de uma teoria simplificada de brinquedos baseada na teoria de Yang-Mills que não descreve o mundo real, mas é útil porque pode servir como campo de prova para abordagens de ataque a problemas em teorias mais complexas. Evidência indica que a teoria supersimétrica de Yang-Mills supersimétrica planar N = 4 é integrável, o que implica que a simetria superconformacional de N = 4 SYM é aumentada por infinitas cargas conservadas.

## Lagrange
O Lagrangiano para a teoria é
{\displaystyle L=\operatorname {tr} \left\{-{\frac {1}{2g^{2}}}F_{\mu \nu }F^{\mu \nu }+{\frac {\theta _{I}}{8\pi ^{2}}}F_{\mu \nu }{\bar {F}}^{\mu \nu }-i{\overline {\lambda }}^{a}{\overline {\sigma }}^{\mu }D_{\mu }\lambda _{a}-D_{\mu }X^{i}D^{\mu }X^{i}+gC_{i}^{ab}\lambda _{a}[X^{i},\lambda _{b}]+g{\overline {C}}_{iab}{\overline {\lambda }}^{a}[X^{i},{\overline {\lambda }}^{b}]+{\frac {g^{2}}{2}}[X^{i},X^{j}]^{2}\right\},}
onde
{\displaystyle F_{\mu \nu }^{k}=\partial _{\mu }A_{\nu }^{k}-\partial _{\nu }A_{\mu }^{k}+f^{klm}A_{\mu }^{l}A_{\nu }^{m}}
e índices i,j = 1, ..., 6 assim como a, b = 1, ..., 4.  {\displaystyle f} representa as constantes de estrutura do grupo de calibre específico. {\displaystyle C_{i}^{ab}} representa as constantes de estrutura do grupo R-simetria SU(4), que gira as 4 supersimetrias.  Como consequência dos teoremas de não renormalização, essa teoria de campo supersimétrica é de fato uma teoria de campo superconformal.